# Enactus
Enactus (до 2012 года — SIFE, «Students in free enterprise») — международная некоммерческая организация, занимающаяся развитием молодёжного предпринимательства. Целью организации является развитие бизнес-проектов для достижения целей устойчивого развития.

## История
Идея SIFE зародилась в США в 70-х гг. В 1984 г. всего 18 команд из Университетов США принимало участие в соревнованиях SIFE, но уже через 10 лет, в течение 1994—1995 академического года число студентов, вовлечённых в это движение, составило более 30000 и в соревнованиях принимало участие 171 команда. В 1994 г. движение Sife вышло на международный уровень: в соревнованиях приняли участие Польская и Канадская команды. В 1995 году к движению присоединились и среднеазиатские команды.
К началу 2000 г. в США насчитывалось более 700 ВУЗовских команд SIFE, а за пределами США к Международным соревнованиям Sife 2000 года готовились более 150 команд из Бразилии, Польши, Канады, Албании, Мексики, Южной Кореи, России, Таджикистана, Казахстана, Кыргызстана, Узбекистана и Украины (Подольск, Одесская область). Так же к Международным соревнованиям Sife присоединились в 2003 году Германия, в 2005 году Азербайджан.
На Культурной ярмарке в рамках World cup 2012 было представлено новое название организации. Более года специалисты по брэндингу искали исключительное имя, которое характеризовало бы цели, идеалы организации, — и теперь организация стала называться ENACTUS.
Enactus расшифровывается как «Enterpreneurship in action»: «ENtrepreneurial» — умение видеть существующие возможности и талант извлекать выгоды из таких перспектив, «ACTion» — желание действовать и доводить начатое до конца, даже если результат не гарантирован, «US» — группа людей, которые связаны некой общей целью, делающей их частью целого.
Новым логотипом Программы стал жёлтый бумажный журавлик — классический символ оригами, знак счастья и мира.